# Bohúňovo
Bohúňovo (in ungherese Lekenye) è un comune della Slovacchia facente parte del distretto di Rožňava, nella regione di Košice.